# Notiopambolus nigricornis
Notiopambolus nigricornis är en stekelart som beskrevs av Sergey A. Belokobylskij 1992. Notiopambolus nigricornis ingår i släktet Notiopambolus och familjen bracksteklar. Inga underarter finns listade i Catalogue of Life.